# Диего Питука
Дие́го Кристиа́но Эвари́сто, более известный как Дие́го Питу́ка (порт. Diego Cristiano Evaristo; Diego Pituca; род. 15 августа 1992 года, Можи-Гуасу, штат Сан-Паулу) — бразильский футболист, полузащитник японского клуба «Касима Антлерс».

## Биография
Диего Питука в юности занимался футболом в школах команд «Гуасуано», «Итапиренсе» и «Минейрос». На взрослом уровне дебютировал в 2010 году за команду «Минейрос». До 2015 года выступал только на уровне чемпионатов штата за «Минейрос», Бразилис, «Гуасуано» и «Матоненсе». Также на правах аренды играл за «Унион Сан-Жуан». В 2015 году впервые сыграл на национальном уровне, выиграв с «Ботафого» (Рибейран-Прету) бразильскую Серию D. В следующие два года играл с «Ботафого» уже в Серии C. 29 мая 2017 года игрока приобрёл один из ведущих бразильских клубов — «Сантос»; однако Питука сразу же был отправлен во вторую клубную команду.
Набрав хорошую форму во второй команде, Питука в начале 2018 года заслужил перевода в первый состав «Сантоса». 14 апреля (день основания «Сантоса») 2018 года 25-летний Диего Питука дебютировал в Серии A. Его команда в домашней игре обыграла «Сеару» со счётом 2:0. Питука вышел на замену на 86 минуте. Через 10 дней игрок дебютировал в Кубке Либертадорес в домашней игре против перуанского «Реала Гарсиласо» (0:0).
Питука довольно быстро стал одним из лидеров «Сантоса», отвечая за опорную зону. В 2019 году занял с «рыбами» второе место в чемпионате Бразилии. В розыгрыше Кубка Либертадорес 2020 Питука пропустил только один матч — ответный четвертьфинал против «Гремио», поскольку в первой игре (на 91-й минуте) получил красную карточку. «Сантос» вышел в финал турнира.
Зимой 2021 года подписал контракт с клубом «Касима Антлерс». За его трансфер японский клуб заплатил 1,6 миллионов долларов. В составе команды впервые сыграл 28 апреля 2021 года в матче Кубка Императора против «Саган Тосу» (2:2).

## Титулы и достижения
- Вице-чемпион Бразилии (1): 2019
- Чемпион Бразилии в Серии D (1): 2015
- Финалист Кубка Либертадорес (1): 2020